# Longitarsus pellucidus
Longitarsus pellucidus  (лат.) — вид жуков-листоедов из подсемейства козявок. Распространён в Европе и на Кавказе, Северной Африке, в Малой Азии, на Ближнем Востоке, в Афганистане, Иране, на юге Западной Сибири, в Казахстане, Центральной Азии, Монголии и Индии.

## Описание
Имаго 2—2,5 мм длиной. Тело буровато-жёлтое или рыжевато-жёлтое, в редких случаях нижняя сторона тёмная. Надкрылья в мелких точках, которые впереди образуют косые ряды, на спинке несколько придавленные, с плечевыми бугорками.
Кормятся на вьюнке, реже на хлопчатнике, амаранте.

## Синонимы
В синонимику вида входят следующие названия:
- Teinodactyla pellucida Foudras, 1860
- Teinodactyla testacea Allard, 1860
- Thyamis paleacea Mulsant & Rey, 1874
- Longitarsus pellucidus var. nigriventris Weise, 1893
- Longitarsus ionius Mohr, 1962